# Vahid Halilhodžić
Vahid Halilhodžić (Jablanica, 15 de outubro de 1952) é um ex-futebolista e treinador bósnio. Atualmente está sem clube.

## Carreira
Após nove anos no Velež Mostar, onde iniciara em 1972 sua carreira, obteve maior visibilidade ao transferir-se em 1981 para o Nantes, da França. Halilhodžić logo conquistaria, aos 30 anos de idade, o título e a artilharia do campeonato francês, em sua segunda temporada. Seria novamente artilheiro em 1985. No ano seguinte, foi para o Paris Saint-Germain, onde jogou uma última temporada. Até 2001, quando Sergej Barbarez foi artilheiro da Bundesliga, Halilhodžić seria o único bósnio artilheiro de um grande campeonato europeu.

## Treinador
Tornou-se treinador em 1990, no Velež. Em 2003, foi contratado por outro ex-clube, o PSG.  
Pela antiga Iugoslávia, realizou 15 partidas, entre 1976 e 1985, marcando 15 gols e disputando a Eurocopa 1976 e a Copa do Mundo de 1982, foi treinador da Costa do Marfim, e comandou a Argélia na Copa do Mundo FIFA de 2014.
Em 2015, assumiu a Seleção Japonesa de Futebol, a qual deverá treinar até a Copa do Mundo FIFA de 2018.